# Fdalate
Fdalate  (in arabo فضالات‎?) è un centro abitato e comune rurale del Marocco situato nella provincia di Benslimane, regione di Casablanca-Settat. Conta una popolazione di 11 966 abitanti (censimento 2014).